# Thorvald Eigenbrod
Jakob Thorvald Eigenbrod (ur. 2 grudnia 1892 w Aalborgu, zm. 5 maja 1977 w Munkebjergu) – duński hokeista na trawie.
Na letnich igrzyskach olimpijskich w Antwerpii (1920) wraz z drużyną zdobył srebrny medal.